# Видеонабор тупой испорченной шлюхи
Видеонабор тупой испорченной шлюхи (англ. Stupid Spoiled Whore Video Playset) — 12 эпизод 8 сезона (№ 123) сериала «Южный парк», премьера которого состоялась 1 декабря 2004 года.

## Сюжет
В городе появляется новый магазин модной одежды — «Тупая испорченная шлюха», который открывает сама Пэрис Хилтон. На открытии она ведет себя весьма вызывающе, что приводит в восторг девочек-одноклассниц главных героев. Они сразу решают накупить себе атрибутов «тупой испорченной шлюхи», чтобы стать такими, как Пэрис Хилтон. Венди эта идея не нравится, но её никто не хочет слушать — девочки уже вошли в образ «продажной девки». В дальнейшем положение только ухудшается — в продажу поступает игрушечный «Видеонабор тупой испорченной шлюхи», с помощью которого девочки учатся быть шлюхами и принимать экстази. Тем временем Пэрис Хилтон уезжает из города, звоня подругам и рассказывая, какие все вокруг скучные и тупые. Её собака не выдерживает и кончает жизнь самоубийством. Неожиданно Пэрис замечает на обочине дороги играющего Баттерса и забирает его с собой, чтобы сделать своим очередным любимцем.
Тем временем Венди приводит в магазин своего отца. Тот сначала возмущается тем, чему подражают девочки, но, не выдержав давления со стороны их матерей, соглашается (к ужасу своей дочери), что быть продажной — это современно и модно.
Родители Баттерса, узнав, что он встречается с Пэрис Хилтон, решают его наказать, но Пэрис вдруг предлагает им продать ей сына за 200 миллионов долларов. Немного посоветовавшись, Крис и Линда соглашаются на 250 миллионов, а недовольного этим Баттерса (чтобы он не путался под ногами, пока подписывается чек) отправляют на улицу, предлагая ему заработать такие деньги путём добычи угля, если он хочет остаться дома.
Биби предлагает устроить у себя дома вечеринку в стиле Пэрис Хилтон. Девочки приглашают мальчиков, игнорируя Картмана и Венди, которая безуспешно пытается вписаться в их коллектив. На вечеринке приглашённые мальчики потрясены слишком развязным поведением девочек, Клайд занимался сексом за дверью, а Картман вновь безуспешно штурмует дом Биби. Не найдя другого выхода, Венди отправляется домой к мистеру Гаррисону, чтобы спросить у мистера Мазохиста, каким образом он стал испорченной шлюхой. Тот рассказывает, что стать настоящей тупой испорченной шлюхой нельзя, можно только родиться ею. Узнав, чем сейчас занимается Биби с подругами, мистер Мазохист отправляется на вечеринку и срывает её.
Тем временем Пэрис Хилтон подписывает чек и покупает Баттерса, но тот, узнав, что случилось с предыдущими её любимцами, убегает и прячется в доме Биби, где мистер Мазохист рассказывает девочкам о том, что быть шлюхой — это нехорошо, так делают только избалованные и бездушные люди, такие, как Пэрис Хилтон. Услышав, что говорит о ней мистер Мазохист, Пэрис вызывает его на «дуэль шлюх», где она на глазах толпы горожан засовывает ананас себе во влагалище. Мистер Мазохист в ответ засовывает себе в задницу всю Пэрис. Девочки разочаровываются в ней, говоря, что не такая она и крутая, а мистер Мазохист призывает девочек не брать пример с неправильных людей. Родители Баттерса наказывают его за то, что он упустил такую выгодную сделку. Заточенной в утробе мистера Мазохиста Пэрис является дух мёртвой лягушки — подобно эпизоду «Концлагерь терпимости».

## Персонажи
В этом эпизоде впервые появляется отец Венди — мистер Тестабургер. Так же в этом эпизоде впервые появляется отец Бебе — мистер Стивенс.

## Отзывы
Пэрис Хилтон отреагировала на эту серию так: «Серию я не смотрела, но то, что люди тебя копируют — это ведь очень лестно, так что, независимо от того, что говорят люди, я над этим смеюсь. Для меня это не важно». Один из соавторов Южного Парка, Мэтт Стоун, высказался по этому поводу: «Это показывает, насколько с ней всё хреново. Это ужасно, что она польщена этим». The Guardian оценила эпизод как один из десяти лучших телевизионных эпизодов нулевых годов.